# 二人だけが悪 -男には秘密があった そして女には…-
ミュージカル・ロマン『二人だけが悪』 -男には秘密があった そして女には…-（ふたりだけがわる おとこにはひみつがあった そしておんなには）は宝塚歌劇団のミュージカル作品。21場。
星組公演。併演作品は『パッション・ブルー』。

## 公演期間と公演場所
- 1996年5月10日 - 6月17日（新人公演：6月4日）　宝塚大劇場
- 1996年8月3日 - 8月29日（新人公演：8月13日）　東京宝塚劇場

## スタッフ
※氏名の前に「宝塚」、「東京」の文字がなければ両公演共通。
- 作・演出 - 正塚晴彦
- 作曲・編曲 - 高橋城
- 音楽指揮 - 宝塚：野村陽児、東京：伊沢一郎（俳優ではない）
- 振付 - 謝珠栄、平沢智
- 装置 - 大橋泰弘
- 衣装 - 任田幾英
- 照明 - 勝柴次朗
- 音響 - 加門清邦
- 小道具 - 伊集院撤也
- 効果 - 中屋民生
- 演出助手 - 荻田浩一
- 振付助手 - 伊賀裕子
- 装置補 - 新宮有紀、広森守
- 衣装補 - 田口美香
- 舞台進行 - 豊田登
- 舞台監督 - 東京：佐田民夫、東京：伏見悦男、東京：田島准、東京：渡辺光善、東京：藤岡敬枝
- 演奏 - 宝塚：宝塚管弦楽団、東京：東宝オーケストラ
- 製作担当 - 東京：長谷山太刀夫
- 制作 - 宝塚：岩崎文夫、東京：木場健之
- 衣装生地提供 - 株式会社クラレ
- 演出担当（新人公演） - 荻田浩一

## 主な配役
本公演
- ジェイ・レンハート - 麻路さき
- アリシア - 白城あやか
- アレクセイ - 稔幸
- カルロス - 紫吹淳
- マルチネス - 絵麻緒ゆう
- ジョアン - 月影瞳
- ヒューム - 一樹千尋

新人公演
- ジェイ - 彩輝直
- アリシア - 羽純るい
- アレクセイ - 朝宮真由
- カルロス - 音羽椋
- マルチネス - 眉月凰
- ジョアン - 白鳥ゆりえ
- ヒューム - 万波紫帆